# Centrum judaistických studií Kurta a Ursuly Schubertových

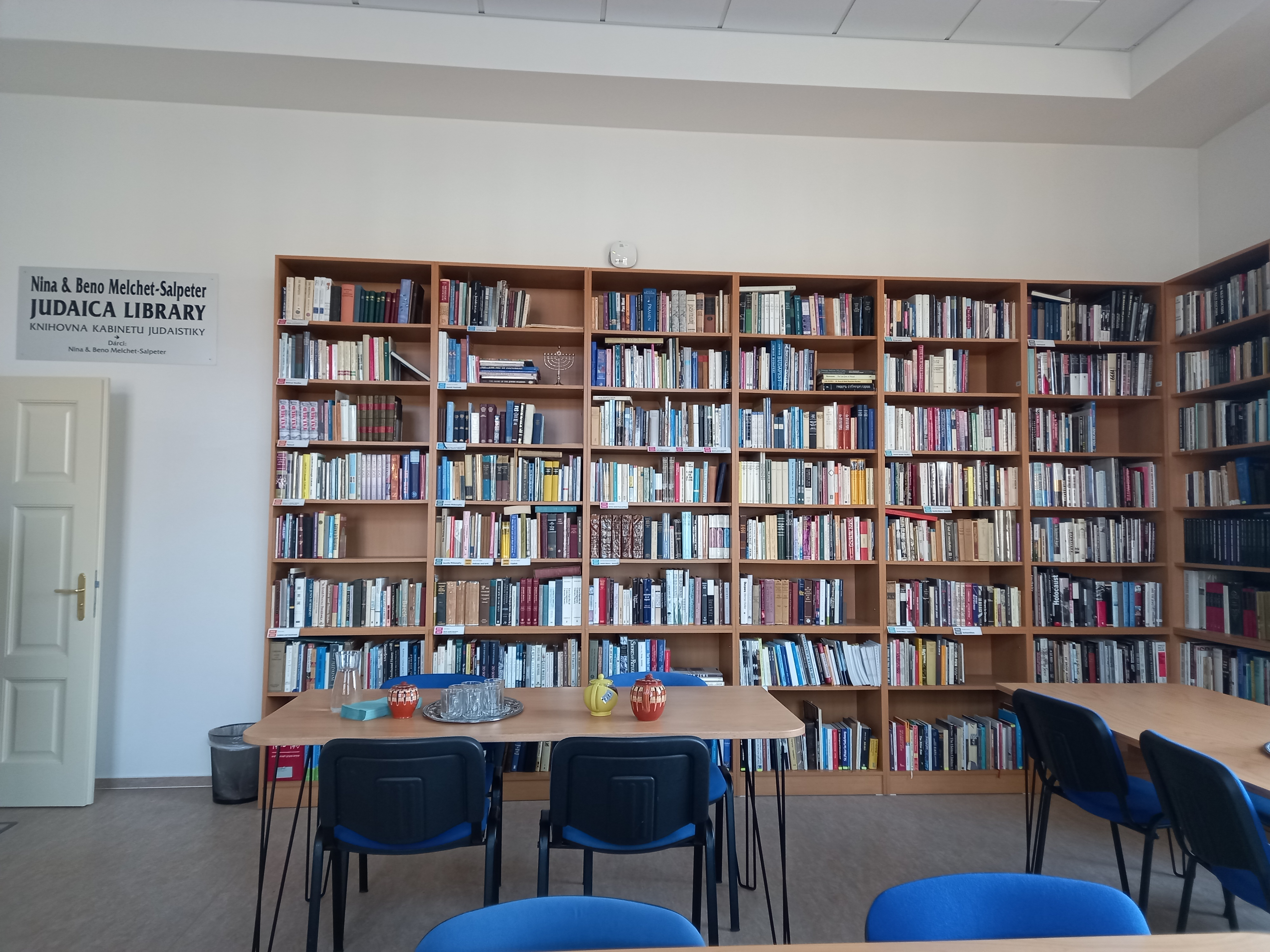
Knihovna Centra judaistických studií Kurta a Ursuly Schubertových před svátkem Purim

Centrum judaistických studií Kurta a Ursuly Schubertových (CJS) je jedno z 21 center a kateder Filozofické fakulty Univerzity Palackého v Olomouci. CJS nabízí bakalářské a magisterské vzdělání v oboru judaistiky. Vedoucí katedry je od 1. září 2010 Mgr. Ivana Cahová, Ph.D. Centrum je členem Evropské asociace judaistiky (European Association of Jewish Studies).

## Dějiny
V roce 2004 vznikl ze zájmu několika dobrovolníků Kabinet judaistiky. Jednou ze zakladatelek byla germanistka prof. Ingeborg Fialová. O vytvoření pracoviště judaistiky se však začalo mluvit už po listopadu 1989. Jedním z propagátorů byl i tehdejší (první polistopadový) rektor Josef Jařab. V roce 2006 byl akreditován magisterský obor Judaistika: Dějiny a kultura Židů. Svůj název centrum nese od roku 2008 kdy bylo přejmenováno na počest zakladatele judaistiky ve Vídni Kurta Schuberta a jeho manželky Ursuly na Centrum judaistických studií Kurta a Ursuly Schubertových. Bakalářský obor judaistiky: židovská a izraelská studia byl akreditován v roce 2012 čímž se vyplnila mezera v nabídce bakalářských programů v Česku.

## Výuka a výzkum
CJS nabízí prezenční studium v oborech
- Judaistika: Izraelská a židovská studia. Bakalářský stupeň, v dvouoborové formě
- Judaistika: Dějiny a kultura Židů. Navazující magisterský stupeň, v jedno a dvouoborové formě

Centrum se výzkumně zaměřuje "především na dějiny, kulturu a písemnictví moravských Židů", ale i problematiku současného Izraele. Součástí CJS je také Knihovna Niny a Bena Melchet-Salpeterových.